# Barbastell
Barbastell (Barbastella barbastellus) fladdermusart i familjen läderlappar (Vespertilionidae), även kallad bredörad fladdermus eller mopsfladdermus.

## Utseende
Vingbredden är strax under 30 cm. Pälsen är svart, hårstråna gulaktiga i spetsen. Öronen är drygt 1,5 cm långa och de står tät intill varandra på hjässan. Den lilla munnen och den korta nosen ger den ett mopsliknande utseende, vilket också går igen i dess alternativa svenska namn.
Flygmembranens färg kan variera mellan gråbrun och svartbrun. Den broskiga fliken i örat (tragus) är trekantig. Direkt nedanför munnen är de gulvita hårspetsarna längre och området liknar en liten stjärna. Det gav upphov till släktets vetenskapliga namn Barbastella som är latin för stjärnskägg.

## Ekologi
Barbastellen är beroende av en vikande biotop - äldre bebyggelselandskap i skogsmiljö, gärna på hög höjd. Även i gammal bokskog förekommer den. Den livnär sig huvudsakligen av mindre fjärilar och andra tvåvingar och spindlar, och är aktiv från så tidigt som från april och fram i oktober. Arten förefaller utvandra söderut i viss utsträckning men en hel del individer övervintrar på skyddade platser i landet.
Under den varma årstiden vilar arten i trädens håligheter, i äldre byggnader, i grottor eller i gruvor. Vinterdvalan påbörjas ibland i träd och efter en kortare tid byts till underjordiska håligheter. Kolonierna är mycket små, oftast bara 10 djur eller färre. Ifall naturliga grottor saknas kan fladdermusen bilda kolonier med fler än 50 medlemmar i gruvor och människoskapade skyddsrum.
Arten jagar tätt över den låga växtligheten eller ovanför trädens kronor i skogar. Byten som inte flyger plockar den från växterna. Efter parningen som sker under hösten bildar honor egna kolonier som är skilda från hannarnas flockar. Per kull föds en eller sällan två ungar. Könsmognaden infaller för honor efter två år.
Barbastellen har två olika skrik för ekolokaliseringen som är 1 till 5 millisekunder långa. Det ena skriket har en frekvens mellan 30 och 37 kHz och det andra en frekvens mellan 30 och 43 kHz. Skriken har avvikande frekvensmodulering.

## Utbredning
I Sverige förekommer barbastellen i Götaland, från Skåne upp till Östergötland och Västergötland. De starkaste populationerna finns i norra och centrala Småland. En livskraftig population finns bland annat i Fyledalen.
I övriga Europa finns den runt Oslofjorden, större delen av England, i Centraleuropa, det inre av Spanien samt västra Italien och österut till Kaspiska havet.

## Hotbild och skydd
Barbastellen är globalt hotad ("VU"). Populationerna på kontinenten är små och i många fall antas de vara minskande. Den svenska stammen bedöms omfatta mellan 100 och 1 000 könsmogna individer, antagligen närmare det nedre talet.
Alla europeiska fladdermöss omfattas av det så kallade "fladdermusavtalet" EUROBATS som är ett avtal under Bonn-konventionen.

## Rödlistning
Upptagen på Röda listan: EN (starkt hotad), klassning "C2a, D". Upptagen i EU:s habitatdirektiv (bilaga 2 och 4). Internationellt sett klassad som NT.